# (896) Sphinx
(896) Sphinx – planetoida z pasa głównego asteroid okrążająca Słońce w ciągu 3 lat i 167 dni w średniej odległości 2,29 au. Została odkryta 1 sierpnia 1918 roku w Landessternwarte Heidelberg-Königstuhl w Heidelbergu przez Maxa Wolfa. Nazwa pochodzi od Sfinksa, uskrzydlonego potwora o ciele lwa i głowie kobiety w mitologii greckiej. Przed nadaniem nazwy planetoida nosiła oznaczenie tymczasowe (896) 1918 DV.